# Paul Baloff
Paul Baloff, né Pavel Nikolai Baloff le 25 avril 1960 et mort le 2 février 2002, fut le chanteur du groupe de thrash metal Exodus de 1981 à 1987 puis de 1997 à 1998 et de 2001 à 2002 à sa mort. Il ne sortira avec Exodus qu'un seul album studio : Bonded by Blood.
Il est considéré comme l'un des meilleurs chanteurs de Thrash metal. Il fondera son groupe Piranha de 1987 à 1989 ; il fit aussi partie du groupe Heathen de 1988 à 1989 en remplacement de David Godfrey.
Paul Baloff est mort le 2 février 2002 des suites d'un accident vasculaire cérébral.